# Saamsik

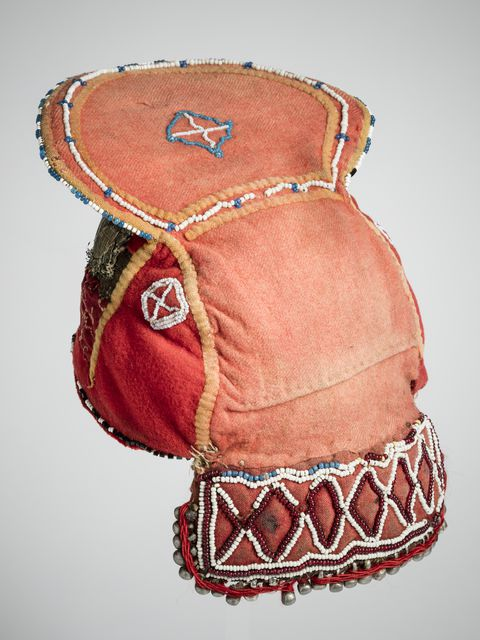
Šaamšiǩ, Nationalmuseet i Helsingfors.

Saamsik (samiska språk:  šaamšiǩ) är en huvudbonad som bärs av gifta kildinsamiska och skoltsamiska kvinnor.

## Bildgalleri

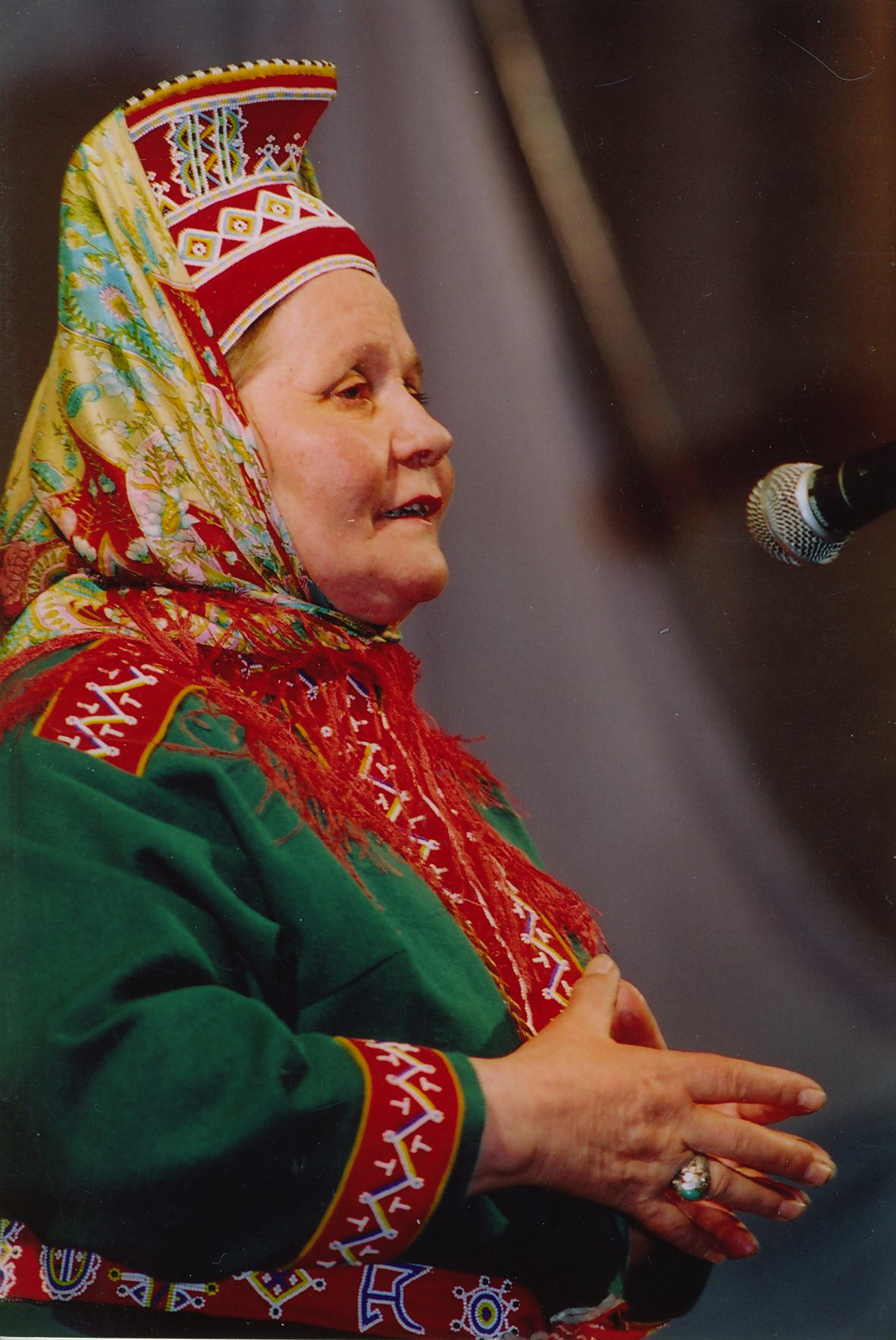
Nina Afanasjeva, 2014
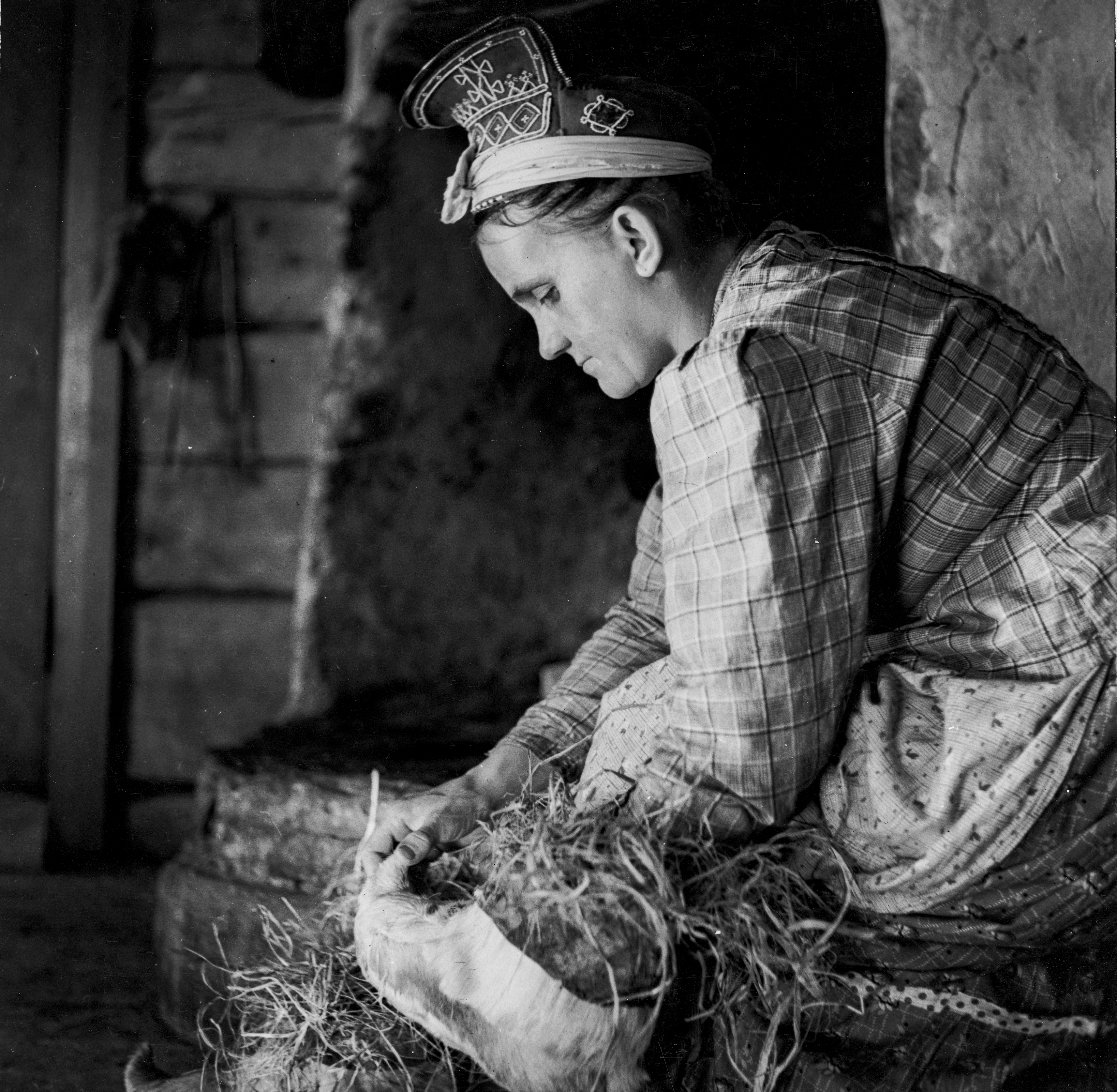
Skoltsamisk kvinna i saamsik stoppar mjukt hö i skorna, Suonikylä 1938